# Stellaria corei
Stellaria corei là loài thực vật có hoa thuộc họ Cẩm chướng. Loài này được Shinners miêu tả khoa học đầu tiên năm 1962.